# Fissuripolymorphina
Fissuripolymorphina es un género de foraminífero bentónico de la subfamilia Falsoguttulininae, de la familia Polymorphinidae, de la superfamilia Polymorphinoidea, del suborden Lagenina y del orden Lagenida. Su especie-tipo es Fissuripolymorphina aequicellaris. Su rango cronoestratigráfico abarca el Holoceno.

## Discusión
Clasificaciones previas incluían Fissuripolymorphina en la superfamilia Nodosarioidea.

## Clasificación
Fissuripolymorphina incluye a las siguientes especies:
- Fissuripolymorphina aequicellaris
- Fissuripolymorphina albemarlensis
- Fissuripolymorphina casei
- Fissuripolymorphina hueyi
- Fissuripolymorphina invisitata
- Fissuripolymorphina koreaensis
- Fissuripolymorphina latiformis
- Fissuripolymorphina petila
- Fissuripolymorphina pustulosa
- Fissuripolymorphina simulatiformis
- Fissuripolymorphina tereticurva

Otras especies consideradas en Fissuripolymorphina son:
- Fissuripolymorphina petiliformis, de posición genérica incierta
- Fissuripolymorphina williamsoni, aceptado como Laryngosigma williamsoni